# Château de Vernières
 (novembre 2012).
Si vous disposez d'ouvrages ou d'articles de référence ou si vous connaissez des sites web de qualité traitant du thème abordé ici, merci de compléter l'article en donnant les références utiles à sa vérifiabilité et en les liant à la section « Notes et références ».
Le château de Vernières est un château de plaisance, situé dans la commune de Talizat, village est situé sur la Planèze de Saint-Flour, haut plateau formé par l'ancien volcan du Cantal (France).
Il a été la propriété durant plusieurs années des familles Teilhard de Vernière et de Passorio Peyssard.

## Description
Le château actuel ne ressemble en rien au premier château à l'architecture féodale sur lequel il s'appuie.

Le domaine se compose du château, d'une maison de gardien ainsi que de commun et d'écuries, le tout entouré de dizaines d'hectares de terres et de forêts.

## Galerie

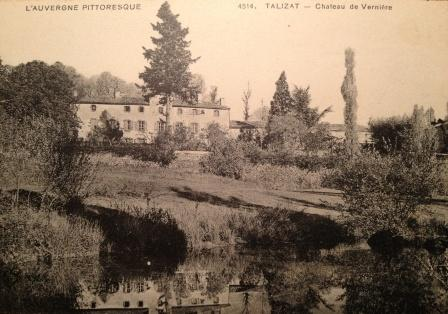
Château de Vernières - Talizat - Collection de Passorio Peyssard
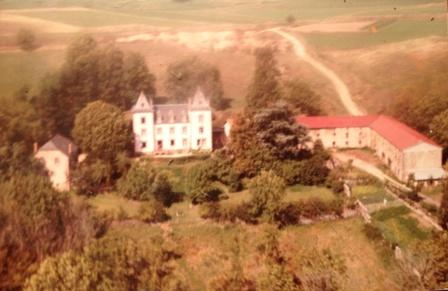
vue du domaine - Collection de Passorio Peyssard

## Parc
Il existe dans le parc du château deux séquoias géants de plus de 6 mètres de diamètre (6,80 m).